# Теодор Стратилат
Теодор Стратилат је хришћански светитељ. Био је римски војвода, у војсци цара Ликинија, и градоначелник града Ираклије. Теодор је због несугласица у вези са религијским опредељењем цара Ликинија кажњен мучењем и смрћу. Познат је по томе што је разрушио идоле од сребра и злата, и поделио комаде од њих сиромашним људима. Такође је преобратио многе људе у хришћанство, и позвао самога цара Ликинија да се одрекне своје вере и прихвати Христово учење. 
Његово мучење се састојало из следећег: шибан је (шест стотина удараца по леђима и пет стотина по трбуху), разапет на крст, гађан стрелама и најзад посечен мачем. У хришћанској традицији помиње се да је за све време мучења непрестано говорио: "Слава Теби Боже мој, слава Ти!" Теодор је умро 8. фебруара 319. године у три сата после подне. Он се сматра заштитником војника који га призивају у помоћ. Његове мошти су пренете из Евхаите у Цариград и сахрањене у цркви Влахерни.
Сем 21. фебруара празнује се и пренос моштију његових из Ираклије у Евхаиту 8. јуна (21. јуна по грегоријанском календару). Теодор Стратилат је завештао при страдању, своме слуги Вару: "Тело моје", рекао је, "положи у Евхаити на имању мојих предака". Свети Анастасије Синајски записао је: у месту Карсату близу Дамаска била је једна црква у име светог Теодора Стратилата. Када су Сарацени покорили Дамаск, једна група Сарацена са женама и децом настанила се у тој цркви. На зиду је била фреска светог Теодора. Један Сарацен је гађао стрелом у лик светитељев. У хришћанској традицији помиње се да је тада потекла крв из фреске. Ускоро после тога цела та група Сарацена је умрла ту у цркви. Свети Анастасије тврди, да је он лично био у тој цркви, видео лик светитељев на двору и трагове од крви.
Српска православна црква слави га 8. фебруара и 8. јуна по црквеном, а 21. фебруара и 21. јуна по грегоријанском календару.

## Галерија
- Свети Теодор Стратилат у цркви Св. пророка Јеремије, Милошево (савремена црквена иконографија)
- Христофор Жефаровић - Св. Теодор Стратилот И Св. Теодор Тирон, 1741.